# Ентропія (мережа)
Ентропія (акронім від Emerging Network To Reduce Orwellian Potency Yield — ENTROPY) — децентралізована комп'ютерна мережа комунікацій peer-to-peer, розроблена з метою бути стійкою до мережевої цензури.
Спеціальна програма ENTROPY під'єднує комп'ютер користувача до мережі комп'ютерів, на яких також встановлена ця програма. Мережа ENTROPY працює паралельно мережі WWW, а також іншим інтернет-сервісів, подібним FTP, e-mail, ICQ і т. д.
З боку користувача мережа ENTROPY виглядає як колекція вебсторінок. Відмінністю є відсутність центрального сервера, а значить і оператора сайту, який може відстежити хто, коли і що завантажує на свій комп'ютер. Кожен комп'ютер мережі ENTROPY, поряд з функцією клієнта мережі, є і сервером і роутером, і кешуючий проксі-сервером для інших користувачів мережі.